# Inioïdeus
Els inioïdeus (Inioidea) són una superfamília de cetacis coneguts com a «dofins de riu». El tàxon, descrit per Christian de Muizon el 1988, conté un parell de famílies que abans es classificaven al grup dels platanistoïdeus. Tal com ho indica el seu nom vulgar, es tracta de dofins que viuen a medis fluvials. Les espècies d'aquest grup es troben a Sud-amèrica.